# Museo storico e locale di Odessa
Il Museo storico e locale di Odessa (in ucraino Одеський історико-краєзнавчий музей?; in russo Одесский историко-краеведческий музей?) è un museo che si trova nella parte settentrionale del centro di Odessa nell'oblast' omonima dell'Ucraina.

## Storia

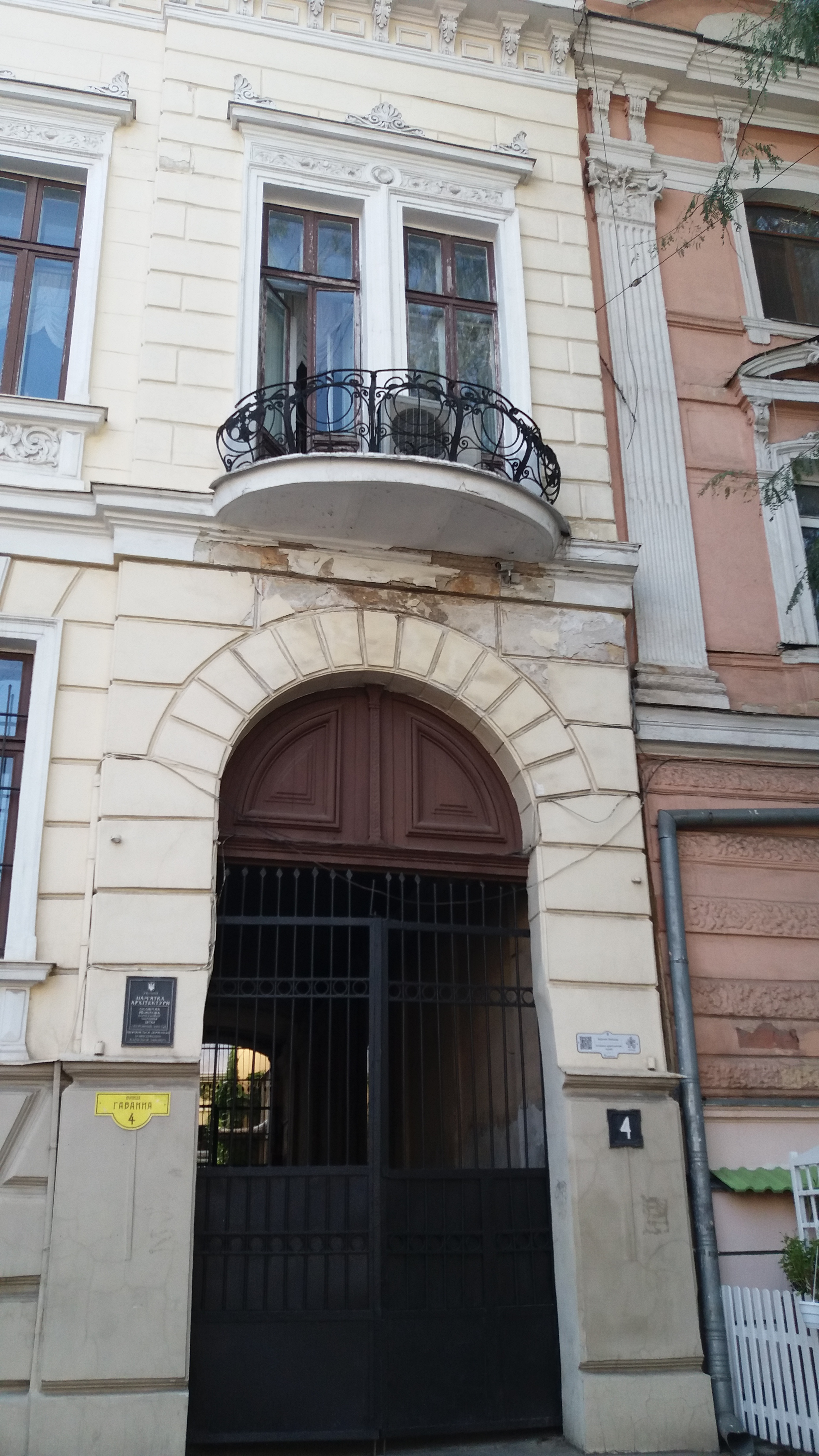
Ingresso del museo

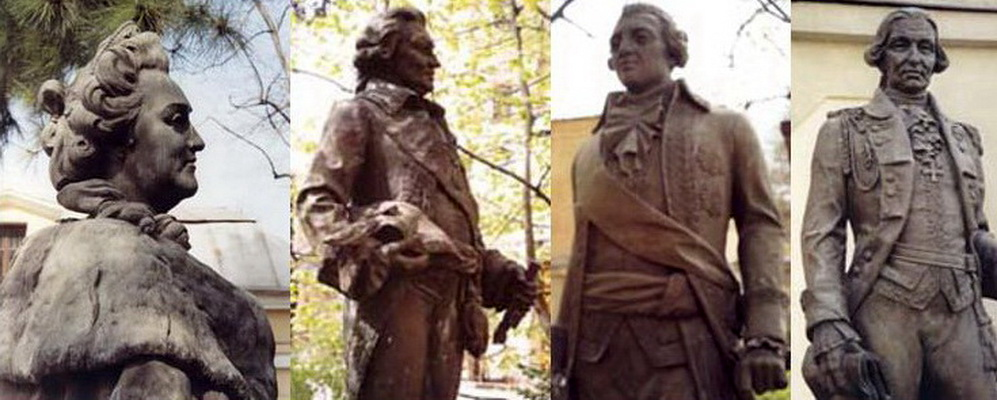
Statue dei fondatori di Odessa nel cortile del palazzo

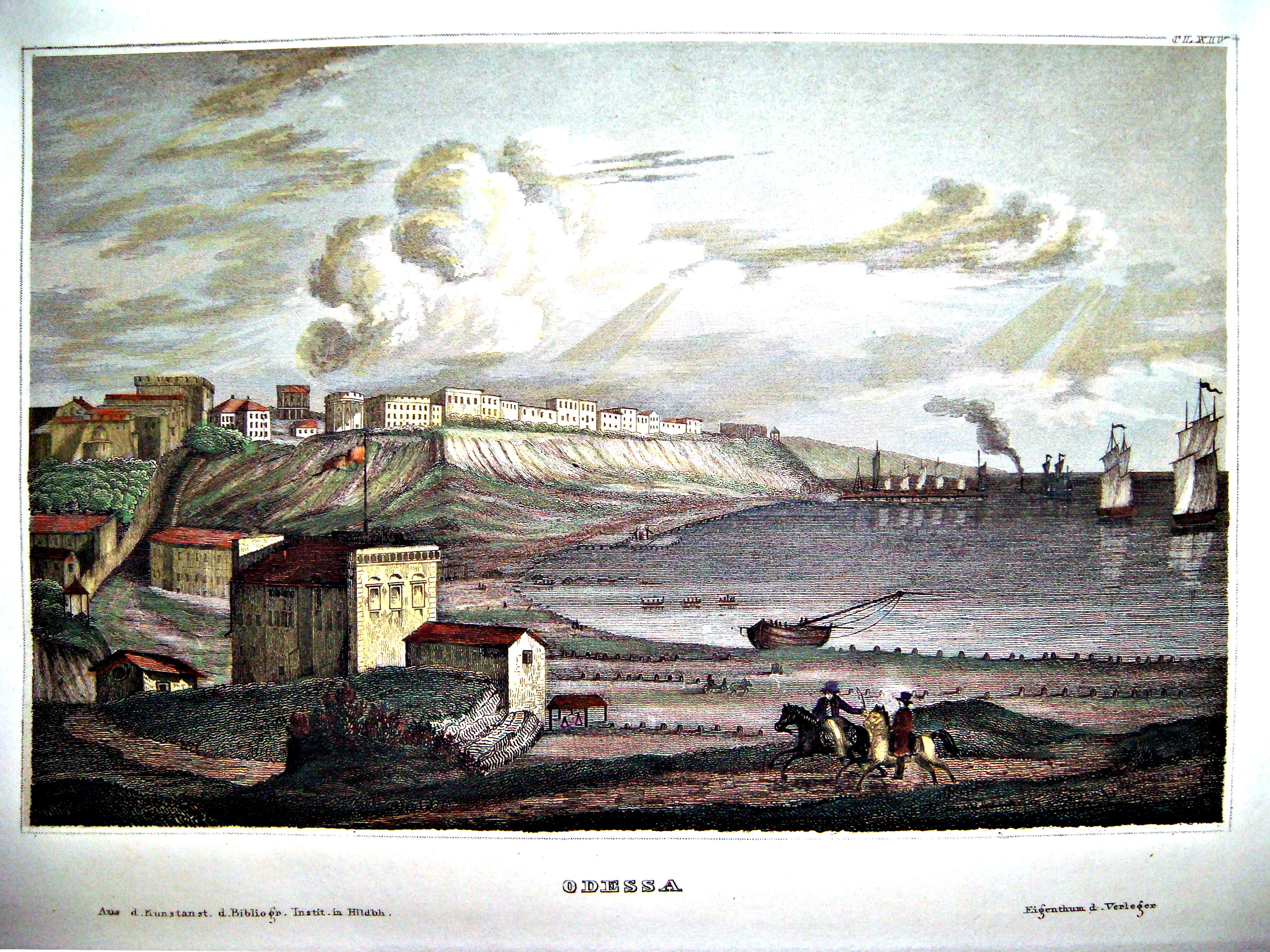
Stampa con l'immagine di Odessa nel 1837

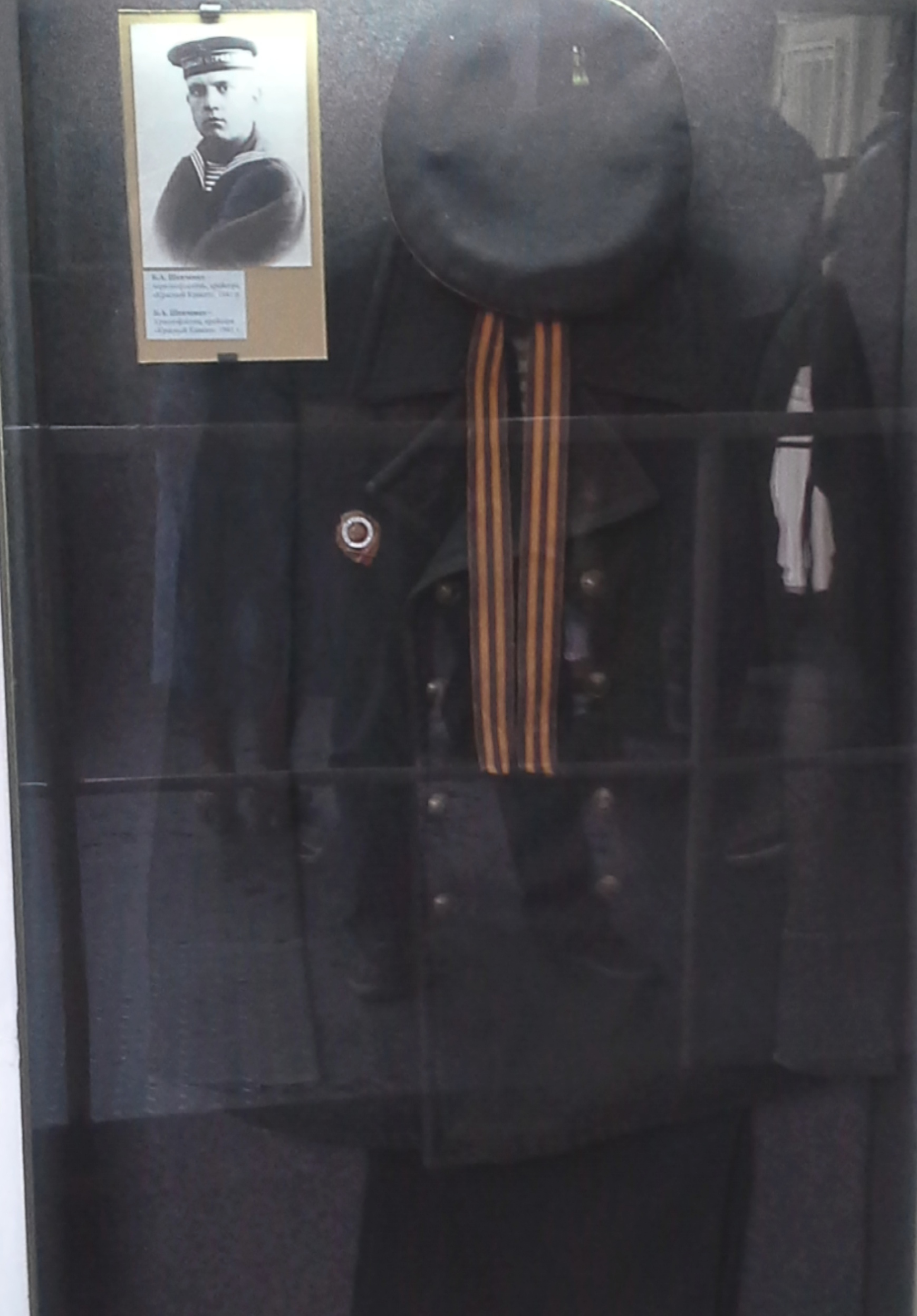
Un vetrina dell'esposizione

Il museo si trova nel centro di Odessa vicino all'antico parco cittadino. La sua sede è in un palazzo storico edificato nel 1876 su progetto di Felix Gonsiorovsky per il ricco commerciante Alexander Yakovlevich Novikov appartenente alla famiglia che aveva fondato in città nel 1806 una fabbrica di corde. Sino alla fine del XIX secolo il palazzo era noto come Casa Novikov poi divenne di proprietà pubblica. Dopo la rivoluzione d'ottobre ebbe vari proprietari e fu sede di un club e di una biblioteca. Parte dei locali al piano terra sono stati destinati ad abitazione privata.
Divenne sede museale la prima volta nel 1944 quando vennero esposte opere relative alla difesa di Odessa durante l'invasione delle truppe della Germania nazista e in seguito divenne stabilmente il Museo Repubblicano della Difesa di Odessa. Il 6 maggio 1956 venne ufficialmente aperto il museo statale con la denominazione recente e nelle sue raccolte confluirono i reperti del precedente museo repubblicano e delle collezioni della Società di Storia e Antichità di Odessa, del Museo del Libro e di altre istituzioni culturali che comprendevano documenti, pubblicazioni a stampa, oggetti di arti applicate e belle arti, collezioni numismatiche, armi dei secoli XVII - XIX, relativi alla storia della città e della regione.

## Descrizione
L'architettura del palazzo è in stile tardo rinascimentale italiano, a due piani.
Il museo ospita varie permanenti:
- Vecchia Odessa
- Odessa e la fine della seconda guerra mondiale, 1941-1945
- Armi della collezione del museo

La sezione Steppa ucraina è separata dalla sede e si trova in via Lanzheronovskaya.
Nel cortile del museo si può vedere un parco in miniatura e vi sono conservati frammenti del monumento ai fondatori di Odessa, che era stato eretto nel 1900 in via Ekaterina e poi venne distrutto sotto il dominio sovietico.
La collezione del museo comprende circa  120 000 reperti ed è considerata una delle più complete in Ucraina con documenti, progetti architettonici e ingegneristici di edifici rappresentativi di Odessa, opere grafiche e pittoriche e ritrattistica oltre a collezioni di icone, armi e oggetti per la casa, materiale numismatico e cartografico.